# Эрнандес Перес, Хуан
Хуан Баутиста Эрнандес Перес (исп. Juan Bautista Hernández Pérez; род. 24 декабря 1962, Пилон) — кубинский боксёр легчайшей весовой категории, выступал за сборную Кубы в начале 1980-х годов. Олимпийский чемпион Москвы, чемпион Игр Центральной Америки и Карибского бассейна, многократный победитель и призёр национального первенства.

## Биография
Хуан Эрнандес родился 24 декабря 1962 года в городе Пилон, провинция Гранма. Уже в возрасте семнадцати лет стал чемпионом Кубы в легчайшем весе и благодаря этой победе удостоился права защищать честь страны на летних Олимпийских играх 1980 года в Москве, где одолел всех своих соперников и стал обладателем золотой олимпийской медали.
В 1982 году Эрнандес выиграл Игры Центральной Америки и Карибского бассейна в Гаване, кроме того, в период 1980—1982 он в течение трёх лет три раза подряд завоёвывал титул чемпиона национального первенства. В середине 1980-х годов из-за высокой конкуренции в команде принял решение покинуть ринг, уступив место молодым кубинским боксёрам.